# Alemán vienés
El vienés (en austro-bávaro Weanarisch o Weanerisch, en alemán estándar Wienerisch) es el dialecto del austro-bávaro que se habla en la ciudad de Viena, capital de Austria, y se clasifica dentro de los dialectos centrales de esta lengua.
Se trata de un dialecto bastante diferenciado del alemán estándar en vocabulario, gramática y pronunciación. Incluso en la Baja Austria, el estado que rodea completamente la ciudad, muchas de sus expresiones no se utilizan, y más al oeste a menudo ni siquiera se entienden.

## Particularidades lingüísticas
El vienés es bastante diferente del alemán estándar de Austria así como de los otros dialectos bávaros que se hablan en el país.
A principios del siglo XX se podían diferenciar 4 subdialectos vieneses (clasificados por los distritos a donde se hablaban): Favoritnerisch (Favoriten, distrito 10), Meidlingerisch, (Meidling, distrito 12), Ottakringerisch (Ottakring, distrito 16), y Floridsdorferisch (Floridsdorf, distrito 21). Hoy en día ya no se utilizan estas subdivisiones y se puede hablar de un único dialecto vienés.
Además de los subdialectos de los diferentes distritos de la antigua Viena, también existía una clasificación de dialectos según la clase social. Por ejemplo, el Schönbrunnerdeutsch o el alemán hablado por la corte imperial de los Habsburgo en el Palacio de Schönbrunn, presentaba entre sus principales características una inflexión muy afectada y una enunciación bastante marcada. El resultado era una tonalidad nasal que hacía que el acento se aproximara al del francés. Aunque actualmente ya no se utiliza, los vieneses de las clases altas todavía están familiarizados con este dialecto de la corte.

### Fonología
Algunas características típicas del alemán de Viena son:
- Monoptongación: al contrario que el alemán estándar y el resto de dialectos bávaros, en el vienés los diptongos se suelen monoptongar.

Por ejemplo:
- - Alemán estándar: heß – Bávaro: hoaß – Vienés: haaß [haːs]
  - Alemán estándar: weiß – Vienés: wääß [væːs]
  - Alemán estándar: Haus – Vienés: Håås [hɒːs]
- Es típico alargar un poco las vocales, sobre todo al final de la frase. Por ejemplo: Heeaasd, i bin do ned bleeed, wooos waaasn ii, wea des woooa (alemán estándar: Hörst du, ich bin doch nicht blöd, was weiß denn ich, wer das war).
- La "L de Meidling" (Meidlinger "L"): en el lenguaje de la clases trabajadoras, se tiende a velarizar la pronunciación de la letra "l" [ɫ], como en checo.
- Se intercalan vocales entre grupos de consonantes (epéntesis): así, dependiendo de la clase social, en ocasiones el hablante puede intercalar una vocal [ɐ] entre dos consonantes. Este fenómeno suele añadir una sílaba a la palabra, "intensificándola" y confiriéndole en general una connotación negativa.

Ejemplos:
- - Alemán estándar Verschwinde! – Vienés Vaschwind! – intensificado Vaschawind!
  - Alemán estándar Verbrecher! – Vienés Vabrecha! – intensificado Vabarecha!
  - Alemán estándar abgebrannt – Vienés oobrennt – intensificado oobarennt
  - Alemán estándar Geradeaus! – Vienés Groodaus! – intensificado Garoodaus!

Otras características del dialecto vienés se encuentran también en los demás dialectos austro-bávaros:
- Tensión de las consonantes: Las consonantes sordas fortis [p, t, k] se convierten en consonantes lenis sordas [b̥, d̥, ɡ̊]. La [k], no obstante, suele mantenerse como fortis cuando va detrás de una vocal.
- Vocalización de la /l/ detrás de una vocal, por ejemplo also → oeso [ˈɔy̯soy], Soldat → Soedot [sɔy̯ˈdɔːt], fehlen → föhn [fœːn], Kälte → Köödn [ˈkøːd̥n̩].
- Vocalización de la /l/ al final de palabra, después de una vocal, por ejemplo schnell → schnöö [ʃnœː], viel → vüü [fʏː].
- No se redondean las vocales anteriores detrás de una consonante coronal, por ejemplo Glück [ˈɡlʏk] → Glick [ˈɡlɪk], schön [ˈʃøːn] → schee [ˈʃẽː].
- Se redondean las vocales no redondeadas detrás de [l], por ejemplo schneller → schnöller [ˈʃnœlɐ], vielleicht → vülleicht [fʏˈlæːçt], wild → wüüd [vyːd̥].

### Gramática
Respecto a la gramática, no se encuentran muchas diferencias con otros dialectos del austro-bávaro. Son típicas las siguientes características:
- Se suele evitar el caso genitivo.
- La preposición ohne ("sin") se suele emplear con el caso dativo en vez de con el acusativo.
- Se reemplaza "ihn" o "ihm" ("le, a él") con "eam", por ejemplo: "Hast du ihn gesehen?" ("¿Le has visto?") sería en vienés "Host eam gsehn?".
- Se reemplaza "wir"  ("nosotros") por "mia".
- Se suele omitir el pronombre personal de la segunda persona de singular, por ejemplo "Bist deppert?" ("¿Eres idiota?") en lugar del estándar "Bist du blöd?".

### Vocabulario

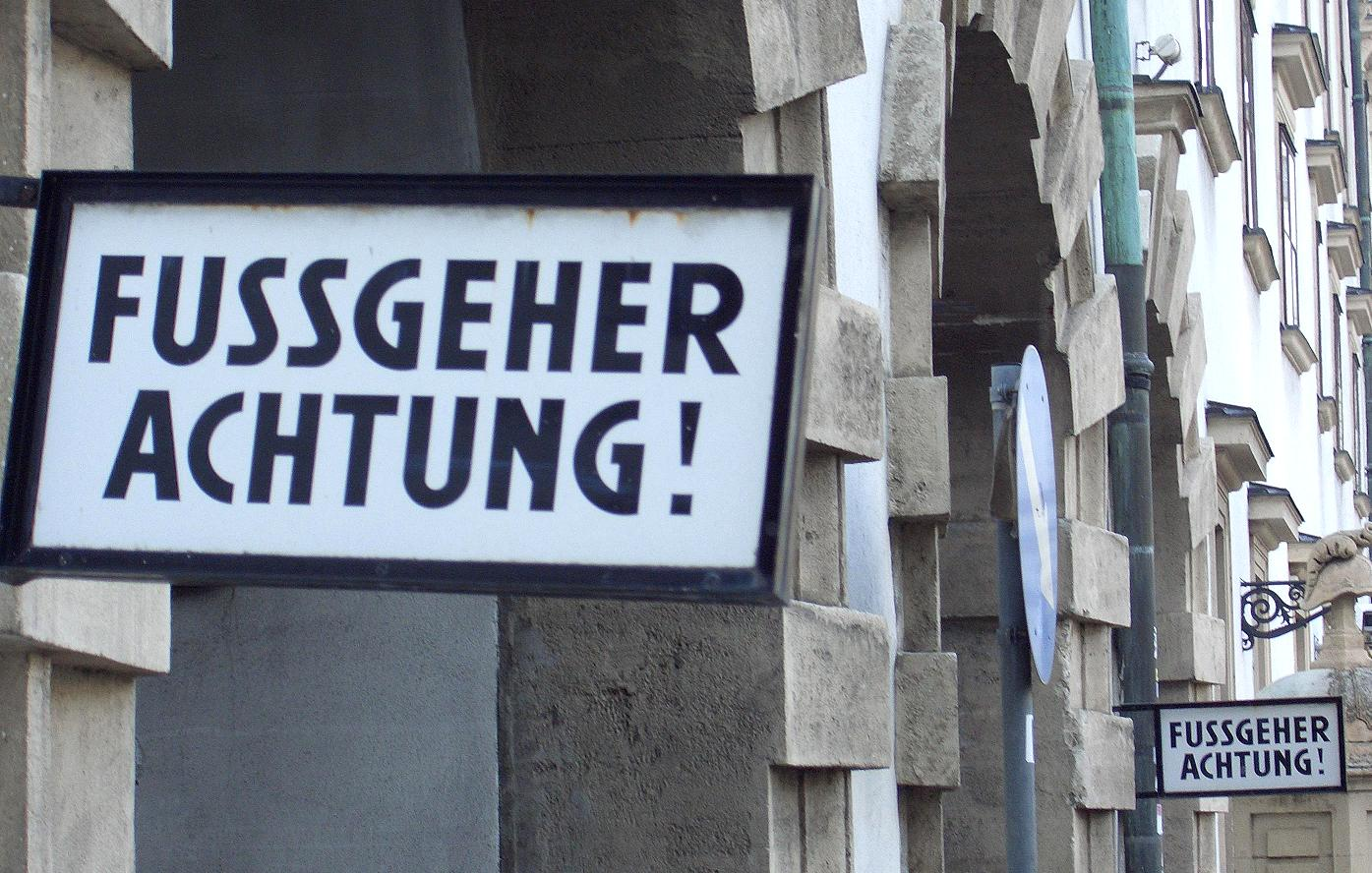
Una señal en una calle de Viena. En alemán estándar, "Fußgeher" (en español "peatón") se dice "Fußgänger".

El dialecto vienés posee un vocabulario bastante diferenciado. Este dialecto todavía conserva muchos rasgos del alto alemán medio e incluso del alto alemán antiguo. Además, ha integrado muchas expresiones de otras lenguas, particularmente las que se hablaban en los territorios de la antigua monarquía de los Habsburgo, puesto que Viena fue el punto de encuentro para muchos de los pueblos pertenecientes a estos países a finales del siglo XIX y principios del XX.

#### Ejemplos
| - del alto alemán antiguo: - Zähnd (de zand, en alemán estándar Zähne, en español dientes) - Hemad (de hemidi, en alemán estándar Hemd, en español camiseta) - del alto alemán medio: - Greißler (tienda de ultramarinos, de griuzel - diminutivo de Gruz, en español grano) - Baaz (de batzen, literalmente en español pegajoso, masa viscosa) - si ohgfrettn (de vretten, en español esforzarse) - del hebreo y el yídish: - Masl (de masol, en español suerte) - Hawara (de chaver, en español amigo, compañero) - Gannef (de ganav, en español ladrón, bribón) - Beisl (de bajser, en español taberna) - del húngaro: - Maschekseitn (en español otro lado, lado inverso, parte trasera, de a másik, el otro) - Gattihosn (de gatya, pantalones) | - del checo: - Motschga (puré poco apetitoso, de močka, en español residuo de cañería o de omáčka, salsa, sopa) - Pfrnak ((gran) nariz, de frňák) - Lepschi (de lepšir, literalmente mejor, en la expresión Auf Lepschi gehen, en español salir o divertirse) - del italiano: - Gspusi (de sposa, en español novia) - Gstanzl (de stanza, en español estrofa de una canción humorística) - Gusta (de gusto, en español ganas de algo) - del francés: - Trottoa (de trottoir, en español acera) - Lawua (de lavoir, en español lavabo) - Loschie (de logis, en español alojamiento) - del árabe: - Hadscha (de Hajj, en español camino largo) |

### Pragmática
Cada vez se encuentran más en el vienés las siguientes peculiaridades pragmáticas:
- Con frecuencia se utiliza un registro irónico que no se marca ni con la entonación ni con los gestos, conocido como Wiener Schmäh y que suele ser una fuente de malentendidos, sobre todo para los foráneos.
- Uso excesivo de sufijos diminutivos como -l o -erl (como en Kaffeetscherl o Plauscherl).

## Tendencias
En los últimos tiempos el vienés se ha acercado al alemán estándar, lo que ha hecho que se haya desarrollado una especie de estándar hablado con el típico acento vienés (por ejemplo, el original vienés Wos host fir a Notn gschriebn? se convierte en el moderno Was hast'n für eine Note gschriebn?). No obstante, la típica monoptongación vienesa, que lo diferencia de los dialectos vecinos, continúa estando presente. Por ejemplo: Waaaßt, wos mir heut in der Schule für än gråååsliches Fläääsch kriegt ham? (en estándar Weißt du, was für ein widerliches Fleisch wir heute in der Schule vorgesetzt bekamen?).
Una de las razones para esta progresiva convergencia de los dialectos típicos vieneses es la percepción, extendida por los medios de comunicación, de que el Urwienerisch (vienés antiguo) es vulgar y perteneciente a la clase proletaria.
Tanto en el pasado como en el presente, los dialectos vieneses han tenido una gran influencia de las lenguas foráneas, principalmente debido a la inmigración. En los últimos 40 años la mayor parte de los inmigrantes han venido de los países de la antigua Yugoslavia, Turquía, y más recientemente de Alemania (sobre todo del Este), lo que ha hecho que las variedades del vienés moderno hayan cambiado y evolucionado.

### Diccionarios
- Sprechen Sie Wienerisch?
- Vienés del día a día
- Diccionario Austríaco-Alemán

### Otros
- Die österreichische Varietät der deutschen Sprache.
- Das Festival des Wienerischen.

- Datos: Q56474